# 郭守敬环形山
郭守敬环形山是月球背面赤道区上一座年轻的撞击坑，约形成于晚雨海世，其名称取自中国元朝的天文学家、数学家和水利学家郭守敬(1231年—1316年)，1970年被國際天文聯會正式批准接受。

## 描述
郭守敬环形山的西北方分别坐落着阿提密夫环形山和凯库勒环形山；东北面则为坡印廷环形山和格里格陨石坑；而赫茨普龙环壁平原和乔叟陨石坑分列于它的东南和西南。
该陨坑的中心月面坐标为8°06′N 134°40′W / 8.1°N 134.66°W，直径33.5公里，深度2.1公里。
外观呈南北轴稍长的椭圆形状，陨坑边缘清晰，无明显侵蚀。内侧壁平整光滑，坑壁平均高出周边地形960米，内部容积约820公里³。碗状的坑底较为平坦，表面留有数座小撞击坑的痕迹，坑底东南有一段小山脊。

## 参阅
- 月球環形山列表